# Lussas
Lussas – miejscowość i gmina we Francji, w regionie Owernia-Rodan-Alpy, w departamencie Ardèche.
Według danych na rok 1990 gminę zamieszkiwały 624 osoby, a gęstość zaludnienia wynosiła 38 osób/km² (wśród 2880 gmin regionu Rodan-Alpy Lussas plasuje się na 1044. miejscu pod względem liczby ludności, natomiast pod względem powierzchni na miejscu 686.).